# Smithite
La smithite è un minerale.